# Meathead Against the World
Meathead Against The World è il terzo album in studio del gruppo musicale italiano Meathead, pubblicato nel 1996.

## Il disco
Pubblicato nel 1996 dalla Sub/Mission Records, il disco comprende anche brani dei Cop Shoot Cop, Zeni Geva, Babyland e Pain Teens.

## Tracce
1. Introutrofthisworld (Unknown Artist)
2. Large American Jaw
3. Schweinhund!
4. Filler
5. Black Room
6. Disgraceland
7. Cancer Beat
8. Godbastardgod
9. Disgraceland (Rastameatmix)
10. Possible End, 47 (Eilzustellung)
11. Tigress Of Babylon
12. Godbastardgod (Scorn Remix)
13. Schweinhund! (Meathead Remix)
14. Large American Jaw (Cop Shoot Cop Remix)